# Park Gyuri
Park Gyuri (Hangul: 박규리) est une actrice, chanteuse et danseuse sud-coréenne, née le 21 mai 1988 à Séoul. Elle était la leader et la membre la plus âgée du girl group sud-coréen Kara avant sa dissolution en 2016.

## Biographie
Park Gyu-ri est né le 21 mai 1988 à Séoul, en Corée du Sud. Elle est devenue une actrice avec sa première apparition à la télévision dans la série Today is a Nice Day en 1995 où elle y incarnait la petite amie du frère de Kang Ho-dong. En 2001, elle est apparue comme la version adolescente du personnage de Kim Jung-eun dans Ladies of the Palace.

## Filmographie

### Cinéma
| Année | Titre                       | Rôle             |
| ----- | --------------------------- | ---------------- |
| 2011  | Alpha et Oméga              | Kate (voix)      |
| 2013  | Kara The Animation          | Elle-même (voix) |
| 2016  | Two Rooms, Two Nights       | Mi-na            |
| 2016  | How to Break Up with My Cat | Lee-jung         |

### Télévision
| Année     | Titre                | Rôle                 | Chaîne    |
| --------- | -------------------- | -------------------- | --------- |
| 1995      | Today is a Nice Day  | Soo-mi               | MBC       |
| 2001–2002 | Ladies of the Palace | Teenage Kim Jung-eun | SBS       |
| 2008      | The Person Is Coming | School Girl          | MBC       |
| 2009      | Hero                 | Cameo                | MBC       |
| 2011      | URAKARA              | Gyu-ri               | TV Tokyo  |
| 2012      | Reckless Family      | Elle-même            | MBC       |
| 2012      | What's Mom           | Elle-même            | MBC       |
| 2013      | Nail Shop Paris      | Hong Yuh-joo         | MBC       |
| 2014      | Secret Love          | Park Sun-woo         | DRAMAcube |
| 2015      | Sweet                | Jung Won             | MBC       |
| 2016      | Jang Yeong-sil       | Joo Bu-ryeong        | KBS1      |
| 2017      | Lovers in Bloom      | Jang Eun Joo         | KBS1      |